# عالم فانتازي

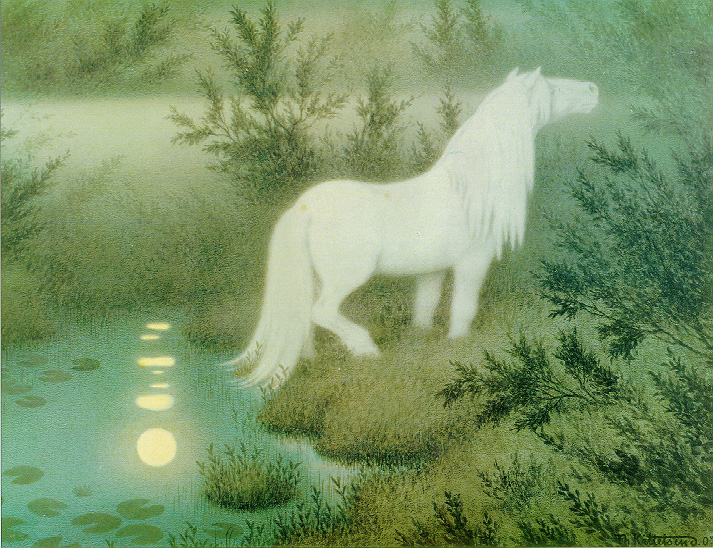
«النِكْسِي كحصان نهري» بقلم تيودور كيتلسن: تحول الفولكلور إلى عالم خيالي

عالم فانتازي أو عالم خيالي هو عالم تم إنشاؤه لوسائط خيالية، مثل الأدب أو الأفلام أو الألعاب. تتميز عوالم الخيال النموذجية بقدرات سحرية. قد تكون بعض العوالم عالمًا موازيًا متصلًا بالأرض عبر بوابات أو عناصر سحرية (مثل نارنيا)؛ أو عالم خيالي مختبئ داخل عالمنا (مثل عالم السحرة)؛ أو أرض خيالية تدور أحداثها في الماضي البعيد (مثل الأرض الوسطى) أو المستقبل (مثل الأرض المحتضرة [الإنجليزية])؛ أو تاريخ بديل من تاريخنا (مثل عالم ليرا [الإنجليزية])؛ أو عالم مستقل تمامًا يقع في جزء آخر من الكون (مثل حرب النجوم).
تعتمد العديد من العوالم الخيالية بشكل كبير على تاريخ العالم الحقيقي والجغرافيا وعلم الاجتماع والأساطير والفولكلور.

## وصلات خارجية
- Bardic Web - A community for writers collaborating on original speculative and non-speculative fiction, worldbuilding, mythos creation, and character development. No fanfic.
- The Santharian Dream - Creative, the cooperative fantasy world-building in the style of J.R.R. Tolkien. An epic, constantly evolving fantasy world on the web since 1998.